# Лорн Каррі
Лорн Каррі (англ. Lorne Currie, 25 квітня 1871 — 21 червня 1926) — британський яхтсмен.
Олімпійський чемпіон 1900 (відкритий клас), 1900 (перший заплив у класі 0,5—1,0 тонна) років.